# Monétay-sur-Allier
Monétay-sur-Allier – miejscowość i gmina we Francji, w regionie Owernia-Rodan-Alpy, w departamencie Allier.

## Demografia
Według danych na rok 1990 gminę zamieszkiwały 393 osoby, a gęstość zaludnienia wynosiła 33 osoby/km². W styczniu 2015 r. Monétay-sur-Allier zamieszkiwały 534 osoby, przy gęstości zaludnienia wynoszącej 44,8 osób/km².